# 楊式太極拳
楊式太極拳，或称楊氏太極拳，太極拳派別之一，始於清朝楊露禪，杨露禪师承河南陈家沟的陈长兴，拳架於其孫楊澄甫手中定型。
在民國初年，楊家太極楊澄甫著《太極拳體用全書》在自序中說：“先大父更詔之日，太極拳創自宋末張三丰，傳之者，為王宗岳、陳州同、張松溪、蔣發諸人相承不絕。陳長興師，乃蔣發惟一之弟子。”
中國武術的早期發展多半缺乏文字記載，僅能靠師徒口耳相傳。而古代的武林人士和現今的武術界大多十分重視武德，並首重「尊師重道」，絕不可「欺師滅祖」，故於傳承武藝時，必先向弟子說明其師承之源流，代代相傳，即使日後另立門戶/門派，亦不可忘本 (祖師源流)。
楊式太極拳有別於陳式太極拳，动作松柔，較能供非練武人士或年邁人士作強身健體之效，故是楊式太極拳成為最廣泛流傳的一個流派，它有三盤四架之分，人們可依據自身條件進行選擇。目前中華人民共和國国家体育總局正式公布的88式、24式以及在许多场合表演的，都是杨式太极拳或由其演化而来。

## 創始人
楊福魁（1799年－1872年），字露禪，河北永年人，就學於陳長興。據杨家、武家及赵堡太极拳後人所言，陳長興原精於砲捶，後來從學於河南蔣發，得太極拳藝。楊露禪久慕太極拳的奧妙，三下陳家溝向陳長興學太極拳。楊露禪藝成後進京（北京），京城武師皆向其挑戰，盡皆敗北。因而聲名大噪，當時武術界均稱「楊無敵」，一時王公貴族從學者眾。後太极拳兼顾養生功效，經楊澄甫修訂後，发展成为国拳，其基礎实为杨澄甫奠定。（有民國武俠小说言：杨露禅久慕陈家沟陈氏长拳，三下陈家沟学的也是陈氏长拳。×Shoreline~zhwiki注：小说家之言无凭无据）
傳子楊班侯，楊健侯（1839年－1917年），後其技由其孫楊少侯 （页面存档备份，存于）、楊澄甫（1883年－1936年）傳承。
楊澄甫以大架為本，最後定型為當今流行的「楊家太極大架」。杨家内部仍然有大、中、小和长拳的传授，但是拳架招式是以杨澄甫定型的大架为主。而且这四个架势并不是四套拳，只是一套拳的四种打法。

### 其他创始人

#### 张三丰
此說根據民國初年許禹生的說法，許氏推斷數百年前事，未提任何根據，遠不及以俗民誌方式，進行科研考證的唐豪、顧留馨二位專家可信。。但此二位專家未上武當山調查，只單收陳家溝一家之言，資料正確性也存疑，故唐豪先生晚年也後悔此事。
在民國初年，楊家太極楊澄甫著《太極拳體用全書》在自序中說：“先大父更詔之日，太極拳創自宋末張三丰，傳之者，為王宗岳、陳州同、張松溪、蔣發諸人相承不絕。陳長興師，乃蔣發惟一之弟子。”
近代，由武漢體育學院武術系主任、教授、著名武術家江百龍先生領導、組織的課題科研組，對國家體委委管課題研究項目《武當拳派源流、拳系及內容研究》，歷時三年的研究，於1992年8月1日，在武當山紫霄飯店宣講論文進行鑒定。 參加鑒定的是由國家體委組織的二十餘名全國武術界著名的專家、學者、教授、武術大師，對該課題的《武當拳派祖師張三丰之生平》、《武當拳派之淵源》、《武當拳派之理論基礎》、《武當拳派之技擊內容》，進行了認真鑒定，一致認為：張三丰確有其人，武當山確有其拳，武當拳派是與少林拳派齊名的中國內家拳。這次對武當拳派的高層次高水準的研究，出了專著《武當拳之研究》，併在國家體委獲獎。
國家體委科研課題《武當拳派源流、拳系及內容研究》工作，編撰《武當拳之研究》，發表《武當拳探源》、《武當拳與道教理論的聯繫》等多篇武當武術論文，彙集了當前贊同“張三丰的太極拳祖師地位”的武術學者有關“武當武術”和“張三丰”研究的主要觀點，透視出了這些學者的研究方向和學術層面。

## 楊式太極拳的傳人
- 楊露禪1799-1872
- 楊露禪的弟子们
  - 王蘭亭是楊露禪早期的弟子，他傳李瑞東1851-1917，有李氏太極一派。李瑞東原是带艺投师，人称鼻子李。李氏太极拳，也称太极五星锤，分春、夏、秋和冬四个套路。
    - 王蘭亭傳[楊氏太極六十四式老架]於周玉祥，周玉祥原本习八卦掌。周玉祥傳吳錦園，吳錦園傳台灣葉金山，有宗岳門王府皇家太極一派。此派以楊露禪大弟子王蘭亭所傳的楊式太極拳64式老架為依據而創。由於尊奉王宗岳為太極拳創始祖師，故名宗岳門；由於所傳楊式太極拳64式老架套路，為端王府太總管王蘭亭所傳，故名王府皇家太極。該支派創立地點為台灣，創始人為葉金山。其承傳譜系為楊露禪、王蘭亭、周玉祥、吳錦園、葉金山。該支派(宗岳太極)第二代傳25人，為創始人葉金山親授，以嫡傳弟子李健儒為代表，該派依古禮作輩分排序詩"宗承道脈傳絕藝；岳踞龍岡階神明。"以為傳承之依據。葉金山試圖把道家思想和太極拳拳法結合在一起。他在桃園市中壢區龍岡路附近的一座只有數層樓的建築物內設立了'老子講堂'[6]。葉金山本人是聃教的創立者，該宗教宣稱自身保持了著名思想家老聃 沒有被莊子曲解的思想，並且認為現今的道教已經喪失了正統的教義。聃教也對儒教、大乘佛教和印度教等其他大部份宗教及新儒家等等持負面看法[7]。然而, 葉金山及其追隨者在神學、哲學、史學和政治學等領域上所發表的言論均受到不少批駁[8]，被一些人認為缺乏根據性和有不少錯處[9]。

  - 富周- 富英- 蕭公卓- 翟英波- 李正1953-府內派太極
  - 杨露禅教導过武禹襄（1812-1880）太极拳，后来武禹襄经过赵堡镇，从学于陈清萍三个月。后来，其兄武汝在清机缘巧合的情况下得到一本《太极拳经》，送给武禹襄。武禹襄刻苦参透《太极拳经》，参照所学，创立武氏太极拳。
  - 李亦畬1832-1892 郝為真1849-1920 孫祿堂1861-1932（孙禄堂结合本身八卦掌和形意拳特点，创立孙氏太极拳，其特点就是开合、活步。
  - 杨露禅的满族弟子中以神机(火器)营中的万春、凌山、全佑受益最佳。
    - 其中全佑（1834-1902）的太极拳善于柔化。其子从汉姓“吴”，所以称为吴鉴泉。吴鉴泉开创吴氏太极拳。他的徒弟有王茂斋、郭松亭、常远亭、夏公甫、齐阁臣等

  - 吳鑒泉1870-1942 王茂齋1862-1940 楊禹廷1887-1982 馬岳梁1901-1998 祝大彤1932-
- 楊班侯（1837-1892）（楊露禪子）杨班候自小在杨露禅的严格教导下，得杨露禅的真传。
  - 楊班侯的弟子们
    - 李万成（1865-1946)，杨班候的弟子。林金声（1913-1988）和贾治祥（1918-2009）是李万成的弟子，习得班候系列拳架。
- 楊健侯（1839年－1917年）（楊露禪子）杨健候也是自小在杨露禅的严格教导下，得杨露禅的真传。
  - 楊健侯的弟子们
    - 楊少侯（1862年－1930年）是楊健侯的大儿子，师承楊健侯和楊班侯，打拳有楊班侯的冷脆劲。
    - 楊澄甫（1883年－1936年）（楊健侯的三儿子）。楊澄甫先习文，从小刻苦习祖传之拳。杨澄甫在北京、上海教拳，武德高尚，并先后出版两本专著《太极拳体用全书》（1935年与鄭曼青编写）、《太极拳使用法》（1931年与董英傑合著）。1925年，陈微明依据楊澄甫的口述编成《太极拳术》一书，成为杨式太极拳最早的一本教材。其中收录了《太极拳十要》一文是楊澄甫的重要口诀。

  - 楊澄甫的弟子们
    - 楊健侯汪祟祿- 汪永泉(1904-1987) 朱懷元(1911-1999) 朱春煊(1939-)如意太極石明(1939-2000)
    - 汪永泉所传叫老六路，其实是大架的另外一种用法，以练出尺寸分毫诸劲为目的。传说，太极拳本来就有六路，就是把80多个招式，细分为六个段落。
    - 熊養和曾師從劉和、劉仲仿（楊露禪民間外姓徒弟）、殷天禧、胡虎（後改名胡樸安）習練太極拳， 亦曾受教於楊健侯先生(楊露禪次子)。其所傳為修改自楊式太極老架的太極拳，兼具南北方太極之長，現已由其弟子通稱為「熊氏太極拳」或「楊家老架-熊氏太極拳」.
    - 田兆麟
    - 牛春明
    - 武彙川（1890年－1936年）
    - 褚桂亭（1892年－1977年）原本在国术馆教武术，因拜服于楊澄甫的太极拳功夫，带艺投师。
    - 陳微明（1882年－1958年）是清朝官员，兄弟三人同时中举（既考试得到好名次）传为佳话。他原本师从孙禄堂，学习形意拳、八卦掌。后来经孙禄堂介绍拜楊澄甫为师。他文武全才，不但编写《太极拳术》，还编写了《太极拳术、剑术》（书中附录楊澄甫传授的太极长拳59式）、《太极拳、剑问答》。1925年在上海创办致柔拳社，传授杨式太极拳，形意拳和八卦掌。
    - 崔毅士（1892年－1970年）
    - 李雅軒（1894年－1976年）
    - 傅鍾文（1908年－1994年）
    - 赵斌
    - 董英傑（1897年－1961年）。董英傑南傳香港成董氏太極拳。董英傑在香港和泰国曼谷，这些卧虎藏龙之地，普传董氏太極拳。他的儿子董虎岭得到其父的真传，功架圆浑无间。
    - 鄭曼青把太极拳带到到台灣、美国成鄭子太極拳。鄭曼青為了推廣太极拳，将楊式太極拳簡化成37式，世稱鄭子37式太極拳。鄭曼青的徒弟有原习白鹤拳成名带艺投师的黃性賢（1910.2-1992）。黃性賢传太極尋中道王輝鈞1955-
    - 曾昭然( 如柏)（1900年－1995年）楊澄甫的華南唯一傳人及关门弟子。畢業於北京大學，繼而留學德國獲法學博士學位。曾任廣東法學院院長。编著《太極拳全書》及《太極拳圖解》，對楊式太極拳的理论、拳技器械，均有精到叙述。弟子只收了廖建開一人，在香港創立雙魚太極拳社，傳承太極拳。编著《楊式太極拳圖冊》。

杨振铎（1926年－）、楊振聲、楊振銘（1910年－1985年）又名楊守中、楊振基（1921年－2007年）都是楊澄甫的儿子。
- 楊振鐸把杨式太极拳传遍世界各地。
- 楊振銘(杨守中)是杨澄甫的长子，功夫绵里透刚。他在二战时，带着一身功夫来到香港，改名杨守中。“守中用中”是太极拳的重要理论。杨守中在香港默默耕耘许多年，培养许多太极拳人才。
- 楊振基是楊澄甫的三儿子，从小学习太极拳，后来编写《楊澄甫式太极拳》，把杨式太极拳的重点公布于世。
- 杨守中的弟子们
  - 楊瑪莉是杨守中的女儿，巾帼不让须眉，得到父亲真传。
- 杨振河，第十三届全国政协委员

## 風格與特點
楊式太極拳拳架舒展優美、身法中正、動作和順、平正朴实、由鬆入柔、剛柔相濟，一氣呵成，猶如湖中泛舟輕靈沉著兼而有之。練法簡潔，深受一般大眾的喜愛，故而流傳最廣。
楊式太極拳動作要求如長江大河，滔滔不絕。此動作之完成，乃下一動作開端，綿延相續。心法上亦要求一氣呵成。

## 楊式太極拳的套路
- 傳統拳套有三路：大架、長拳、中架、及小架（亦稱用架和快架）。
- 楊澄甫雖然只公開傳授大架，但曾傳一路「太極長拳」與陳微明[10]。此拳單招與大架極為相像，但一些招名有別，亦多出一些大架所無之招式。
- 楊家支派王蘭亭王府皇家太極拳的太極拳架，為楊氏太極六十四式老架。
- 楊家支派「府內派」的太極拳架（不包括小九天等套路）有大架、老架、和小架。其中老架可能出自楊家中架。
- 楊式太極拳還有打手（今人多稱「推手」），大履，散手，太極功等流傳於世。
- 大架本是楊家太極拳門之入門基本拳架。楊澄甫簡化後之大架更比原本的大架和其他拳架都要柔和簡單得多，故很適合作為健身運動。為了配合現代人的生活習慣，一些人把楊澄甫大架再次簡化，编成更短的拳架流傳下來。8式、13式、24式、46式競賽、及48式等拳架都因此而被廣泛流傳。

## 楊式太極拳的兵器
- 太極劍
- 太極刀（楊式太極刀的特點為前劍後刀，與一般的刀不同。刀法也是刀劍合一。）
- 太極十三槍（自楊班侯被其母令他去掉槍頭後，不少楊家太極門後輩亦隨之。今日所謂太極桿，實際上是太極十三槍。）

## 太極拳理论
- 太極拳論
- 太極拳释名(杨澄甫口述 陈微明笔录)
- 太极拳十要
  1. 虛領頂勁
  2. 含胸拔背
  3. 鬆腰
  4. 分虛實
  5. 沈肩墜肘
  6. 用意不用力
  7. 上下相隨
  8. 內外相合
  9. 相連不斷
  10. 動中求靜

## 相關組織
- 中華世界楊家老架太亟武藝總會 （页面存档备份，存于）
- 香港楊氏太極拳同學會 （页面存档备份，存于）
- 香港楊式太極拳總會 （页面存档备份，存于）
- 柔靜太極拳研藝社 （页面存档备份，存于）
- 香港太極泉友會 （页面存档备份，存于）
- 香港太極泉友會藝菁太極社
- 涵化小築（（台灣 楊式太極拳 露禪學派 廣法一系 士一堂）） （页面存档备份，存于）
- 宗岳門王蘭亭王府皇家太極拳 （页面存档备份，存于）

## 參看
- 拳術發展歷史
- 武術
- 南拳
- 太極拳
- 太極

## 外部連結
- 太極拳丹道武術 （页面存档备份，存于）
- 台灣「楊氏古傳太極揉手」研習社 （页面存档备份，存于）
- 中華世界楊家老架太亟武藝總會 （页面存档备份，存于）
- 中華世界楊家老架太亟武藝總會FB粉絲頁
- 苗栗楊太極武藝協會 （页面存档备份，存于）
- 太極拳是張三丰的嗎？ （页面存档备份，存于）
- 台北市薪傳鄭子太極拳協會
- 楊氏鄭子太極拳有緣拳社 （页面存档备份，存于）